# Паранджа

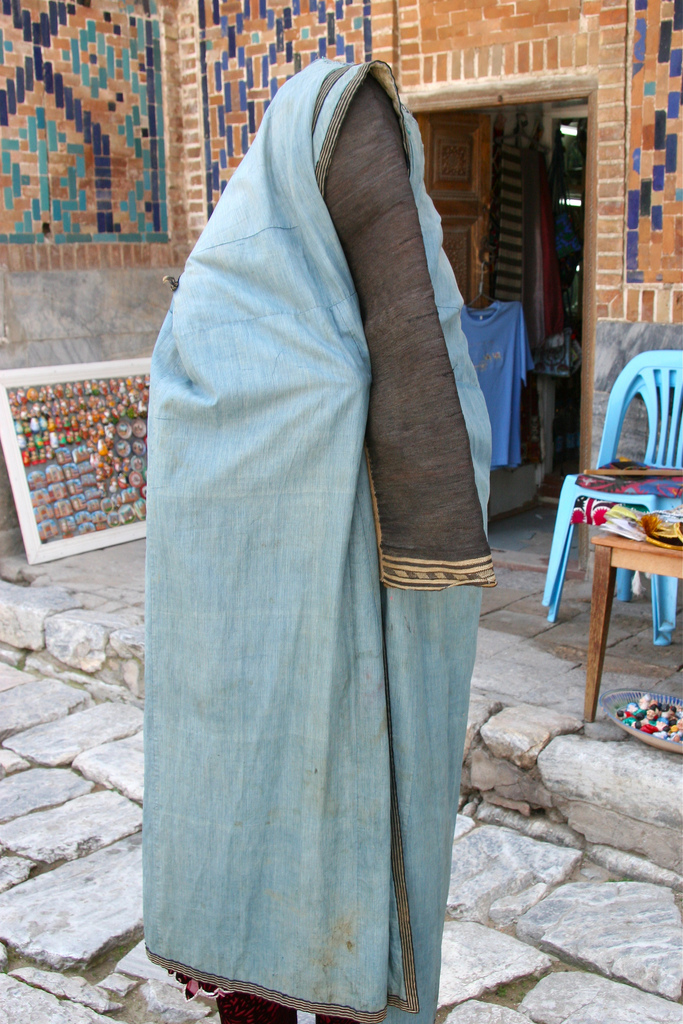
Женщина демонстрирует паранджу у туристической лавки в Бухаре

Паранджа́ (синоним — бурка, реже — чадра) — женская верхняя одежда в некоторых мусульманских странах. Ныне используется в Афганистане и частично в Пакистане, ранее (до начала 1920-х годов) в Центральной Азии, представляющая собой халат с длинными ложными рукавами и с закрывающей лицо волосяной сеткой — чачван.

## История

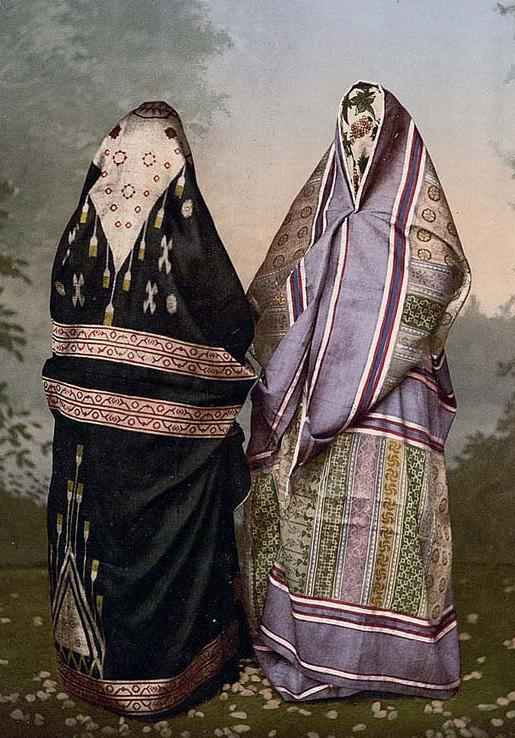
Женщины из Сирии в парандже, XIX век

Термин паранджа происходит от персидского фараджи (в узбекском произношении паранджи, в турецком произношении — фередже). Слово фараджи изначально означало мужскую широкую верхнюю одежду, обычно с длинными рукавами. В XVI веке халаты фараджи носили как мужчины, так и женщины. Расцвет культуры ношения паранджи у народов Средней Азии пришёлся на конец XIX — начало XX века и был связан не только с особенностями местного засушливого климата, но и с последствиями завоевания Средней Азии Российской империей.
В 1927 году в Узбекистане советская власть начала борьбу с ношением женщинами паранджи. В советской историографии это движение, встретившее сопротивление со стороны мусульманского духовенства и консерваторов, получило название «Худжум» («Наступление»). В Узбекистане и Таджикистане действовало женское движение за снятие паранджи, названное именем Таджихан Шадыевой, которая одна из первых узбекских женщин совершила публичное снятие паранджи.
Устраивавшиеся под давлением большевиков и комсомольских активистов публичные сожжения паранджи использовались в пропагандистских целях исламистами и деятелями басмаческого движения, по мнению партии, освобождённых таким образом от пережитков прошлого.
Паранджу часто путают с другими видами женских мусульманских покрытий — никабом, чадрой.

## Паранджа в разных странах

### Афганистан
Ношение паранджи было обязательно при талибах, во время их первого правления.

Афганские паранджи (бурки)
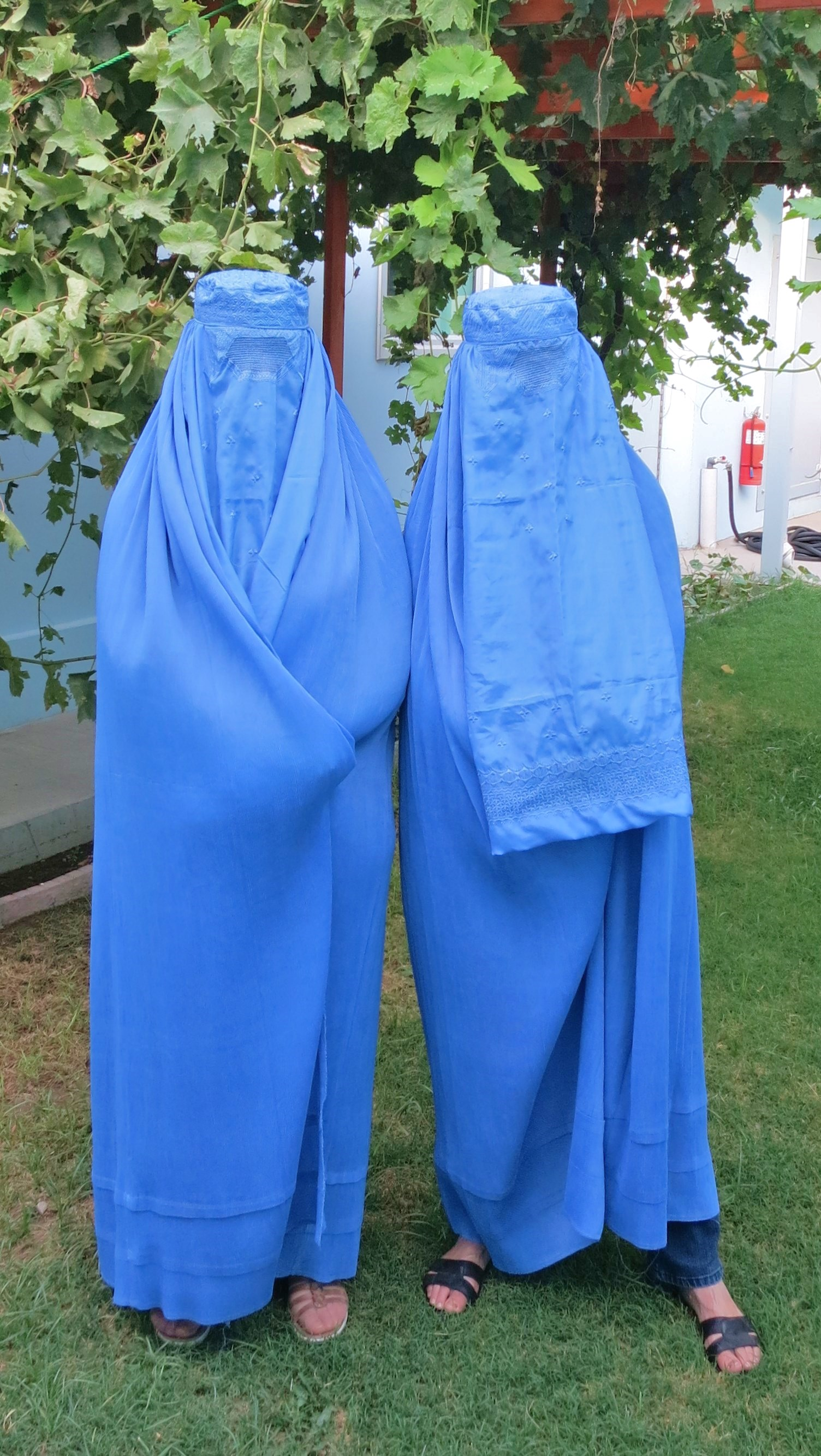
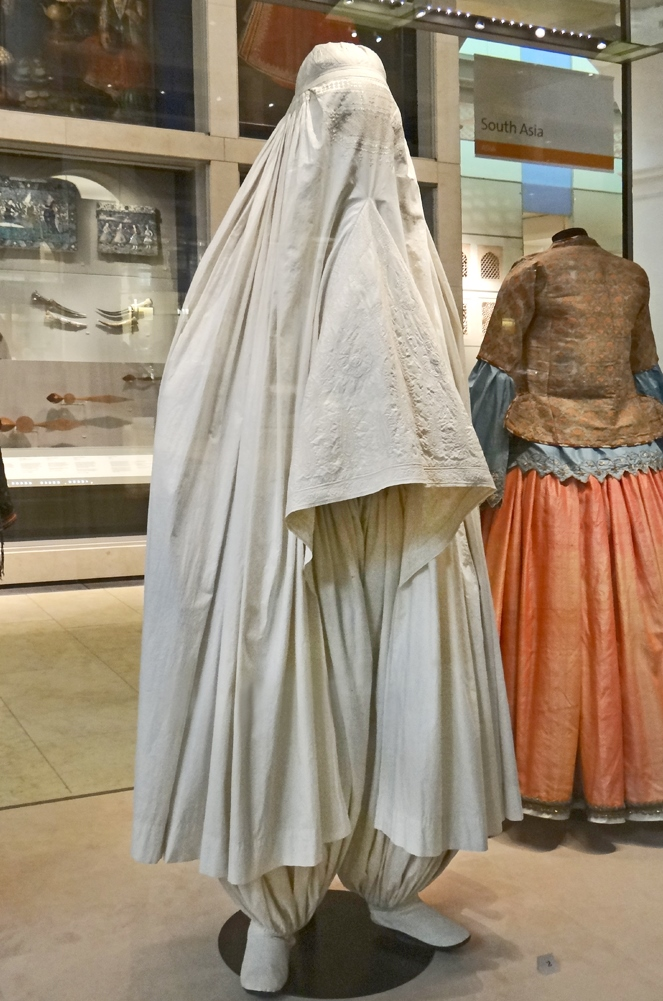
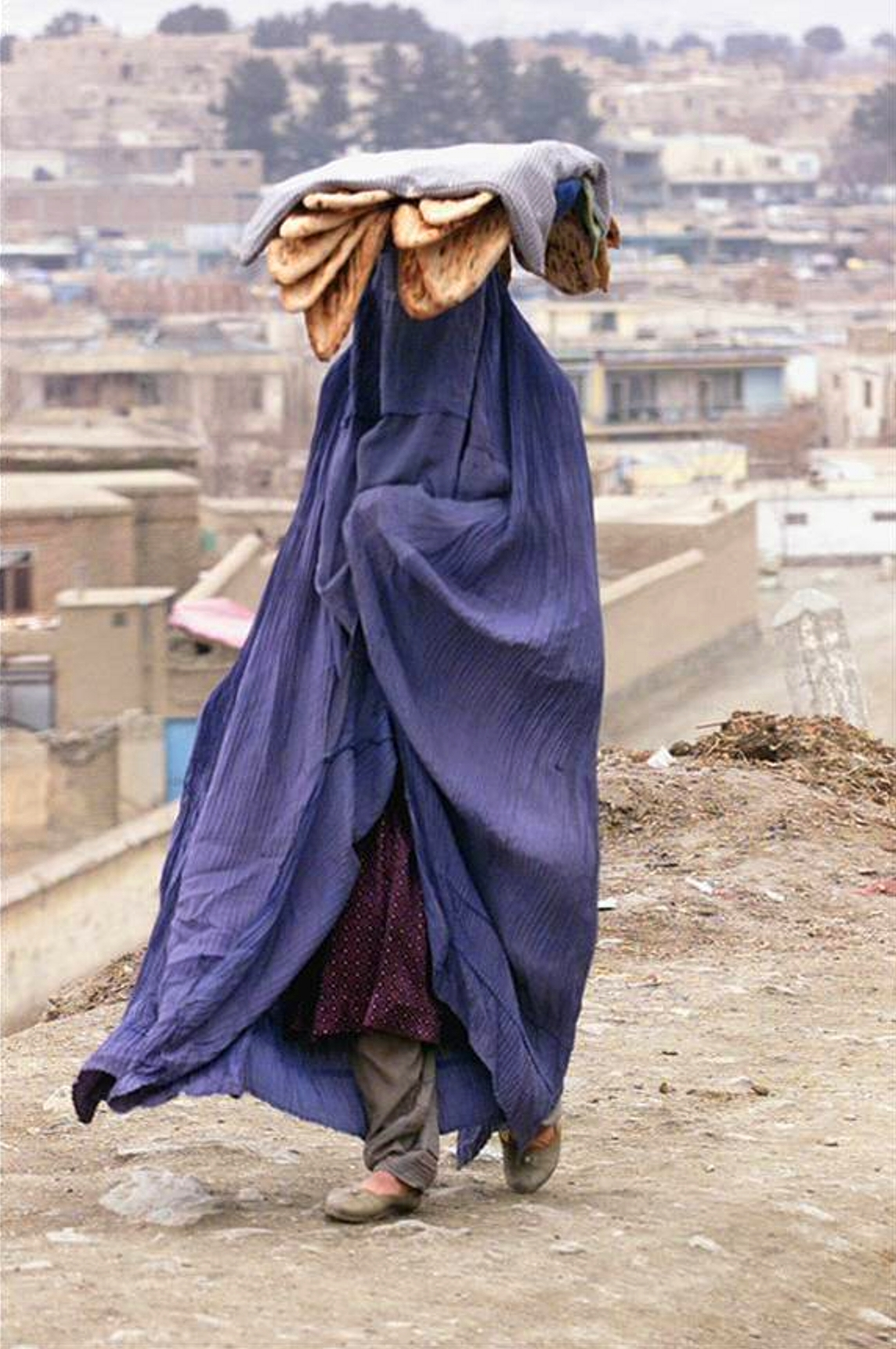

### Бельгия
28 апреля 2011 года бельгийский парламент проголосовал за введение запрета на ношение женских традиционных мусульманских одеяний — паранджи и никаба. Нарушителям грозит штраф до 137 евро, а рецидивистам — неделя тюрьмы.

### Босния и Герцеговина

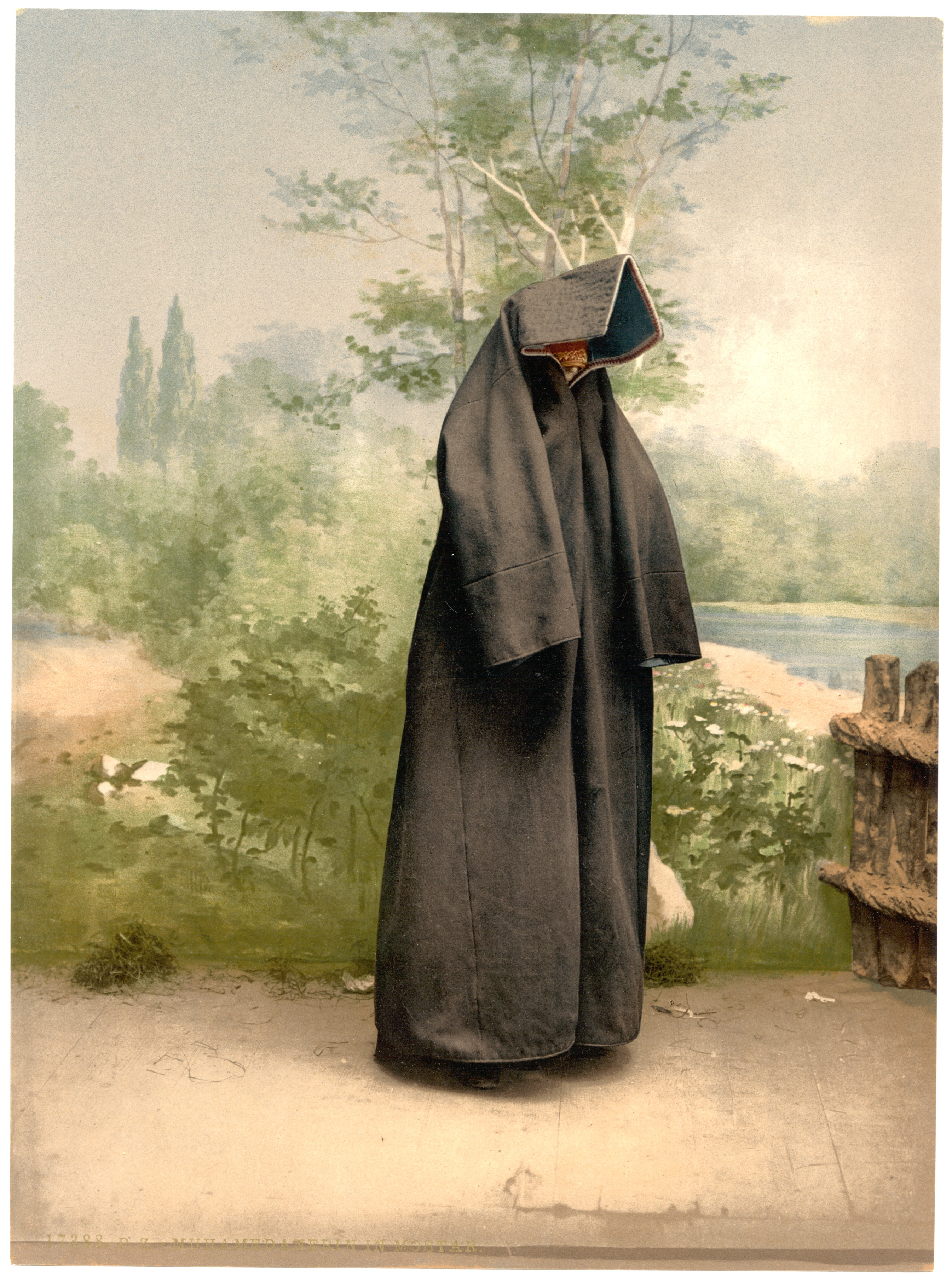
Мостарка в парандже-гунделе, конец XIX века

Паранджа (босн. feredža) являлась непременным атрибутом гардероба горожанок, надевавшимся при выходе на улицу. Боснийская паранджа представляла собой суконный халат тёмных цветов (чёрного, синего, тёмно-зелёного) с воротом или капюшоном, паранджи богатых женщин украшались вышивкой шнуром-гайтаном и шёлковыми пуговками. Впоследствии паранджа была вытеснена покрывалом (босн. zar) из одного куска ткани, нижнюю часть которого сшивали в виде трубы, посередине вдевали тесьму, завязывавшуюся на талии, верхняя же часть надевалась на голову. Покрывало носилось с закрывавшей лицо вуалью, аналогичной среднеазиатскому чачвану. В Мостаре существовала своя, уникальная разновидность паранджи — гундель (босн. gundelj), перешивавшаяся из солдатских шинелей. Помимо ложных рукавов, у гунделя присутствовал кусок ткани, нависавший над лицом.
Селянки же редко закрывали лицо, особенно в горной местности, если это было необходимо, то лицо прикрывалось краем плата (босн. bošča). Выходя в город или навещая родственников, селянки надевали несколько платков: один (босн. čember) прикрывал голову и лоб, второй — нижнюю часть лица (босн. jašmak), а третий надевался поверх.
Среди части христианского населения городов паранджа, равно как и практика прикрытия лица, вышла из употребления в конце XIX-начале XX века, в то время как у мусульманок — в середине XX века, поскольку в СФРЮ публичное ношение паранджи/покрывала с вуалью с 4 апреля 1950 года было запрещено.

### Германия
Министерство внутренних дел федеральной земли Гессен в Германии запретило государственным служащим являться на работу в парандже: «Должностные лица, особенно те, кто по роду своей деятельности общается с гражданами, не должны ходить закутанными».

### Израиль
В Израиле паранджу носят наиболее религиозные мусульманки, а также некоторые ультраортодоксальные иудейки.

Паранджи в Израиле
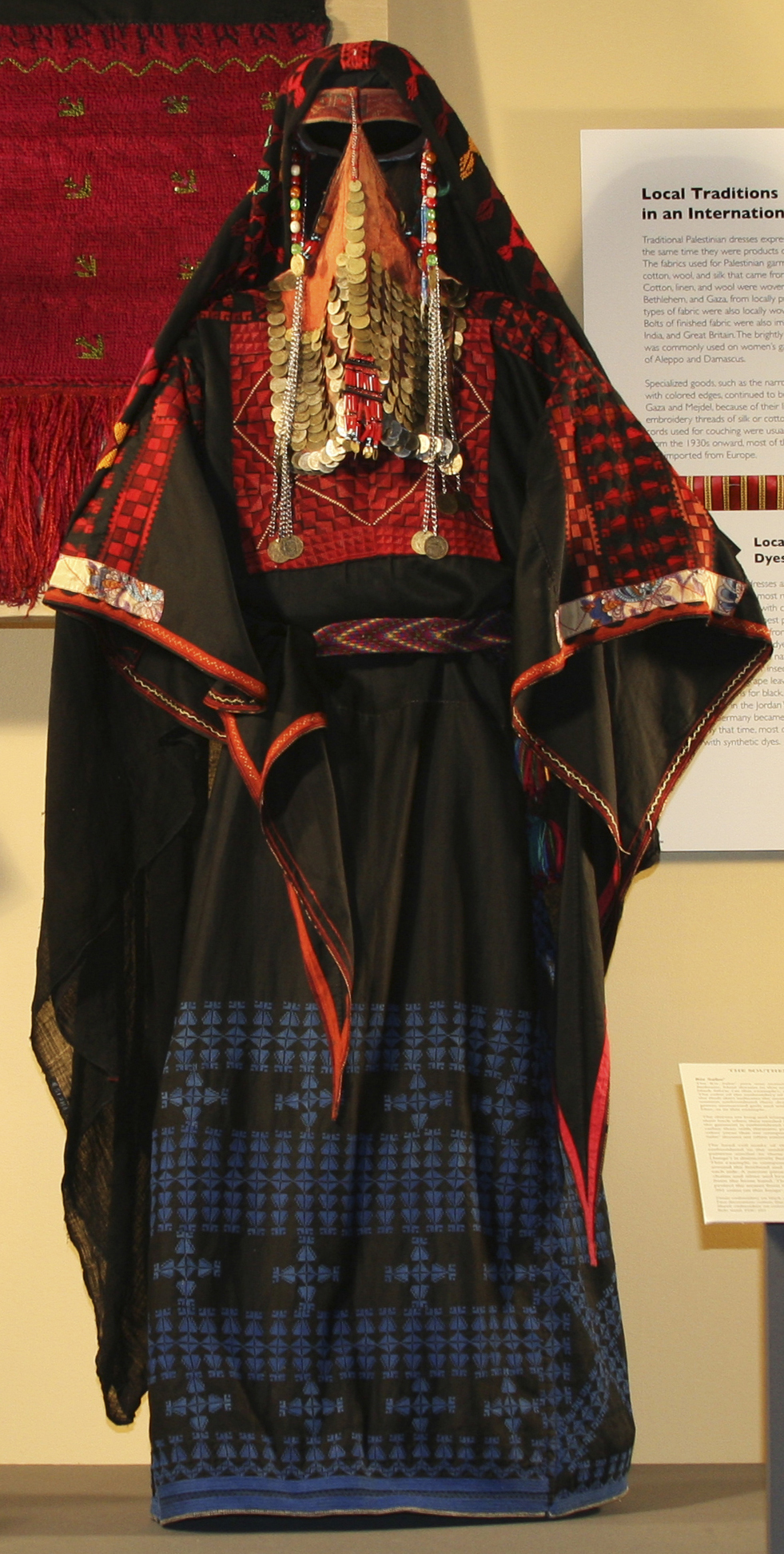
Бедуинка из Беэр-Шевы
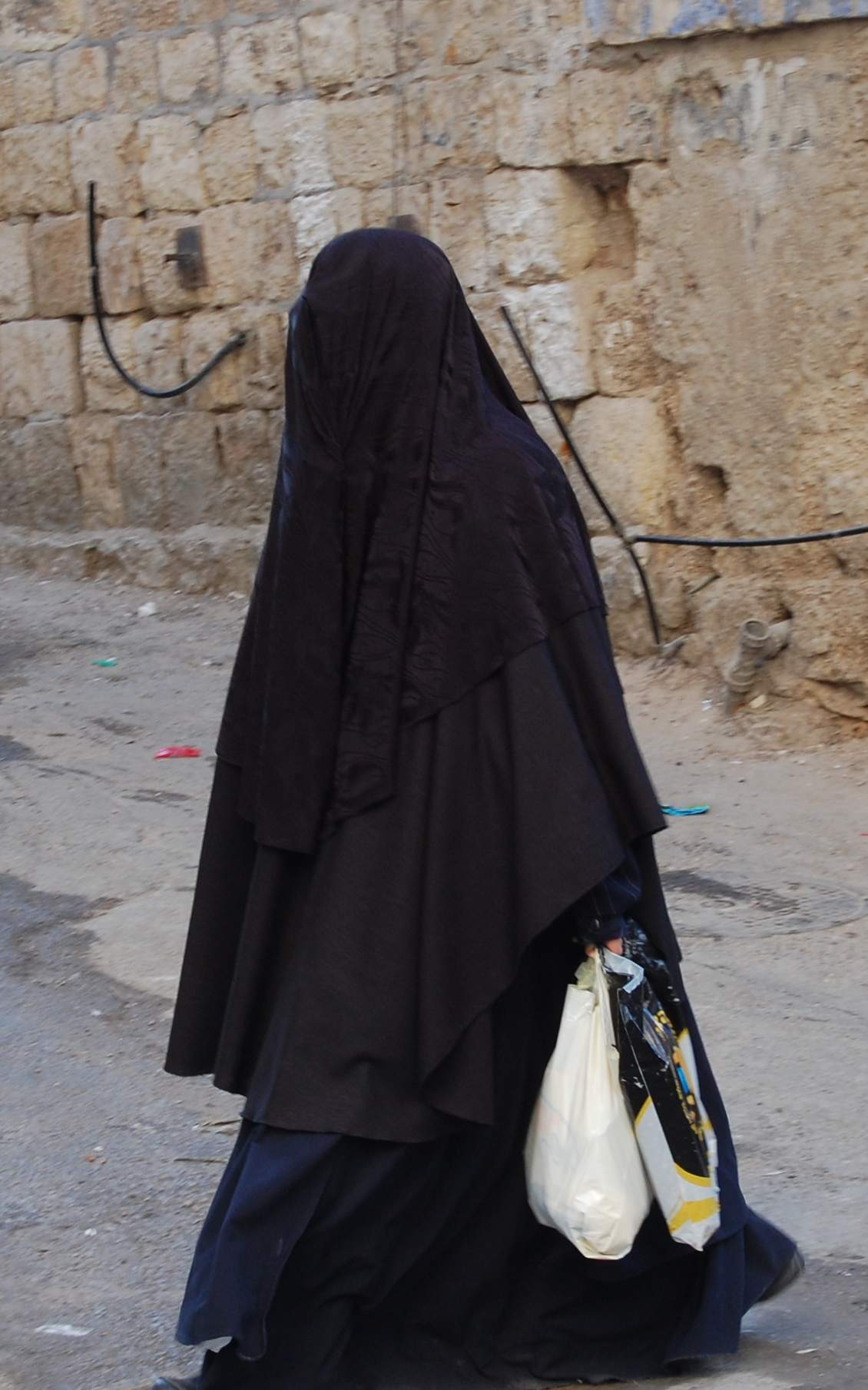
Иудейка из секты носящих бурки

### Иран
«Законы скромности», принятые после исламской революции, обязывают иранок надевать платок или чадру, но не требуют закрывать лицо.

Иранские паранджи (никаб)
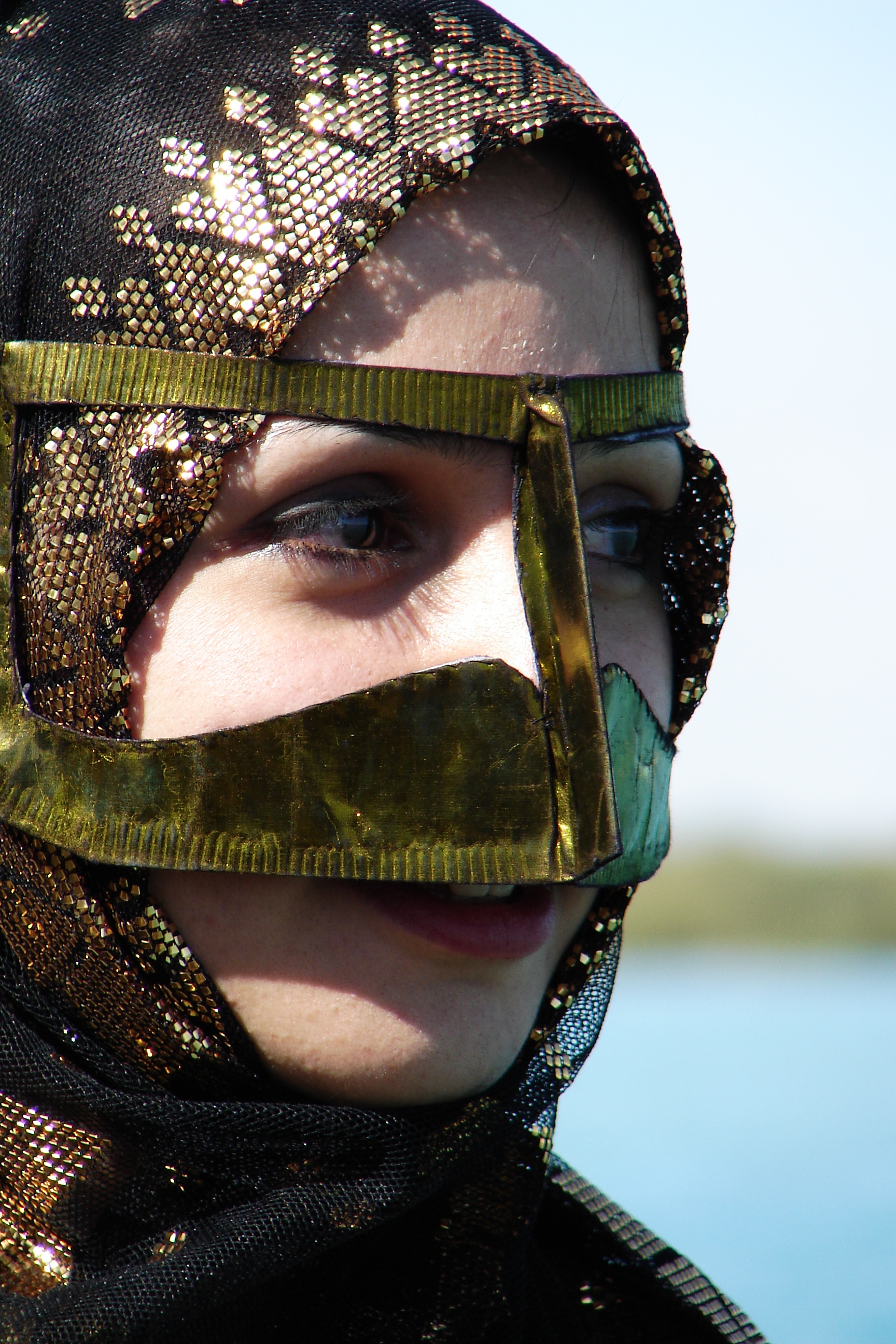
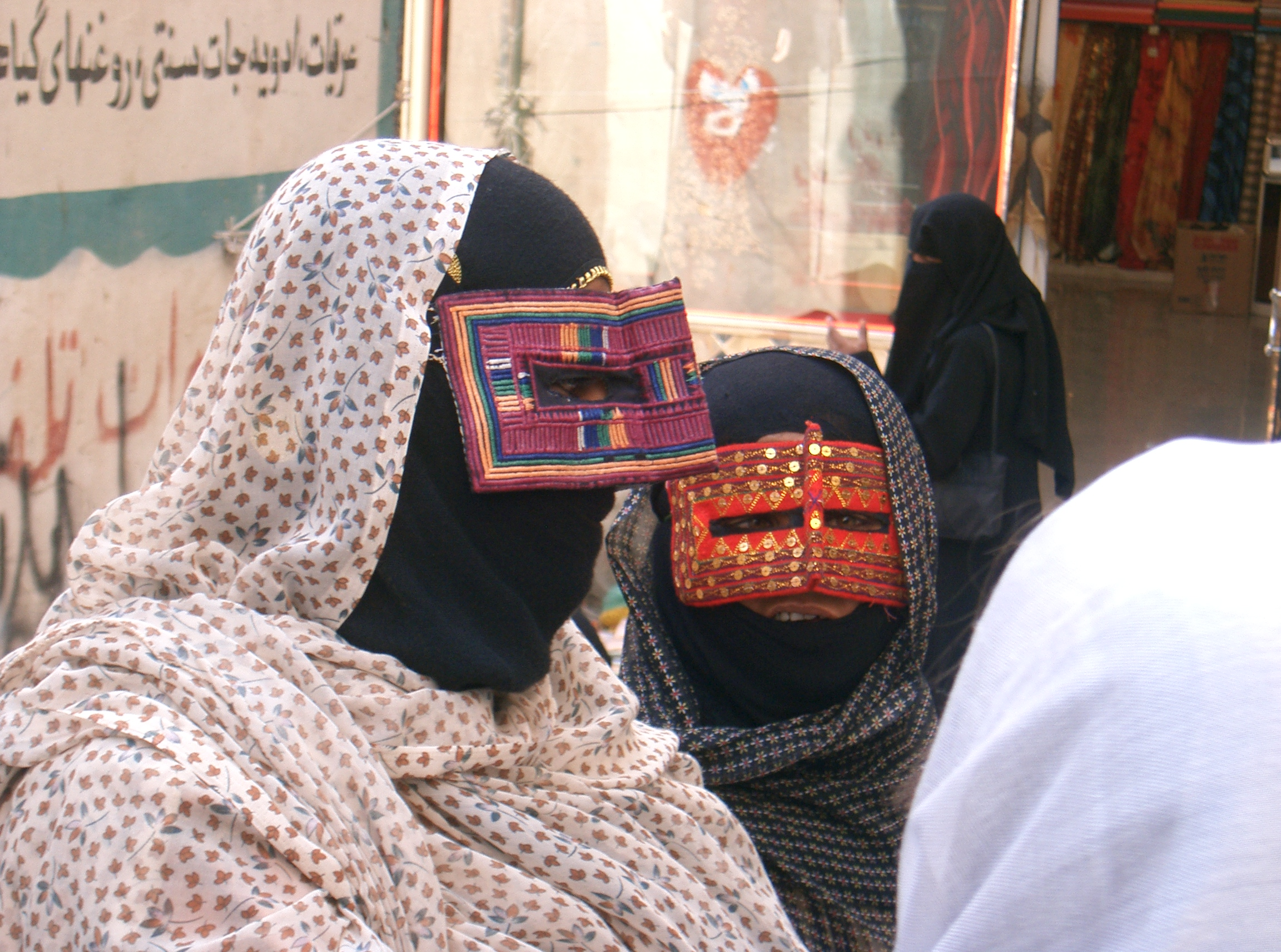

### Пакистан
В Пакистане нет законов ни запрещающих, ни требующих от женщин носить хиджаб или паранджу. В 2013 году вышел мультфильм Мстительница в парандже, в котором главная героиня обращается в воительницу за права женщин, одетую в паранджу.

### Таджикистан
В XIX веке таджички-мусульманки надевали паранджу, покидая дом. С 2017 года в Таджикистане запрещено носить головные уборы в «нетаджикском» стиле, который предполагает завязывание платка за затылком.

Таджикские паранджи
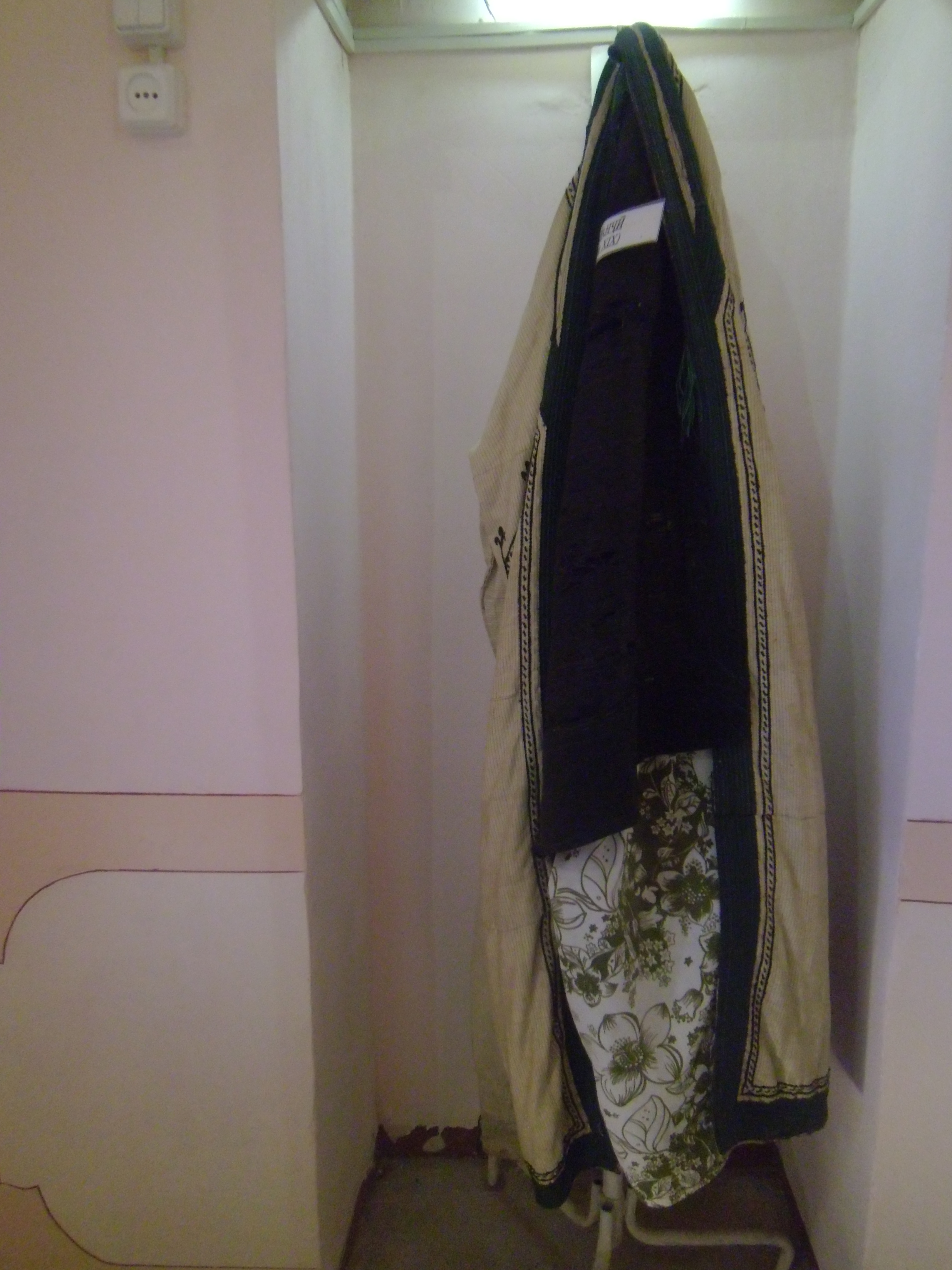

В мае — июне 2024 в Таджикистане запретили ношение «чуждой одежды». Явным образом упоминания конкретных элементов одежды не указано, но СМИ отмечают, что речь может идти в том числе о парандже, сатре, хиджабе.

### Азербайджан
Азербайджан — первая мусульманская страна, в которой официально было отменено обязательное ношение женщинами паранджи в 1918 году. Первый президент Азербайджана Мамед Эмин Расул-заде издал указ, разрешавший мусульманским женщинам одеваться по своему усмотрению. Этому же примеру последовал и Мустафа Кемаль Ататюрк в Турции, по указу которого, обязательное ношение женщинами паранджи было отменено в 1922 году.

### Франция
Николя Саркози периодически высказывался о мусульманской одежде. Так, в 2009 году он сказал следующее:

Мы не можем допустить, чтобы в нашей стране были женщины, заключённые за сеткой паранджи, оторванные от общественной жизни, лишённые самоопределения. Это не имеет ничего общего с тем, как достоинство женщины понимается во Французской республике.

Мусульманские одеяния уже оказывались в центре дискуссий во Франции. В 2004 году в стране было запрещено ношение хиджаба в государственных школах. Мусульманская община высказалась против этого решения.
14 сентября 2010 году во Франции практически единогласным решением было принято решение о запрете ношения паранджи в стране.
11 апреля 2011 года вступил в силу закон, инициированный президентом Николя Саркози, запрещающий мусульманкам носить в общественных местах паранджу.

### Узбекистан
Узбечки носили паранджу на людях в XIX столетии.

Узбекские паранджи
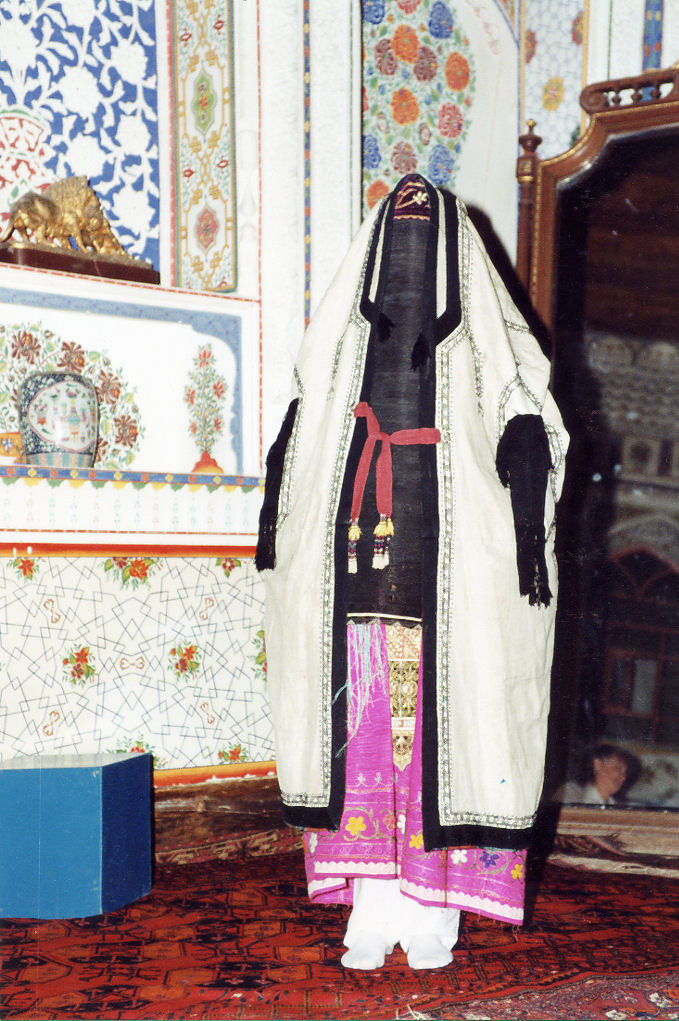
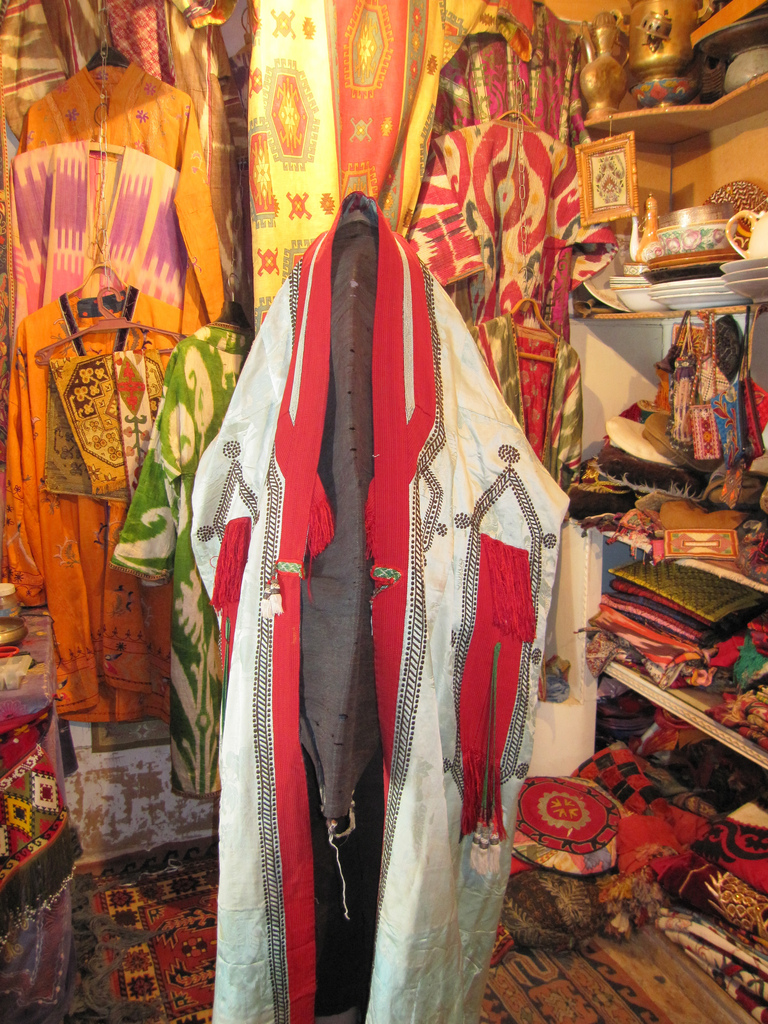

### Швейцария
В сентябре 2013 года жители кантона Тичино стали первыми в Швейцарии, проголосовавшими за запрет на ношение паранджи и никаба в общественных местах. В пользу этого запрета высказалось около 65 % участников кантонального референдума. Запрет вступил в силу 1 июля 2016 года.